# Wann&Wo

Logo 2021

Ehemaliges Logo 2009

Das Wann&Wo war eine Gratiszeitung in Österreich, die sonntags (früher auch mittwochs) in einer Auflagenhöhe von zuletzt etwa 138.000 Stück erschien und an den Großteil der Vorarlberger Haushalte ausgeliefert wurde. Nach dem Aufkauf im Jahr 1984 bis zu seiner Einstellung Ende März 2024 war das Vorarlberger Medienhaus Eigentümer der Zeitschrift. 
Das Selbstverständnis der Zeitung war es, über breitenwirksame Themen (von Tabu-Themen bis Wohltätigkeits-Aktionen) ein möglichst großes Publikum zu bedienen, und über die sehr große Reichweite von über 80 % für Anzeigekunden besonders attraktiv zu sein. 
Inhaltlich zielte das Wann&Wo auf ein jüngeres Publikum. Stilistisch war es den Boulevardzeitungen zuzuordnen. Die Artikel waren mit großformatigen Bildern, oft auch mit Symbolbildern oder Fotomontagen und verhältnismäßig wenig Text mit sehr hohem Zitatanteil ausgeführt.
Im Abschnitt der Leserbriefe befanden sich immer zwei bis drei Karikaturen zur aktuellen politischen Situation in Österreich bzw. der Welt, die von Christian Berger gezeichnet wurden.
Im März 2024 kündigte Russmedia überraschend an, dass Wann&Wo mit Ende des Monates eingestellt werde. Anstelledessen werde verstärkt auf die gedruckte Ausgabe der Neuen Vorarlberger Tageszeitung (NEUE am Sonntag) sowie auf die Inhalte des Online-Portals Vorarlberg Online (VOL.at) gesetzt.